# Niederbrombach

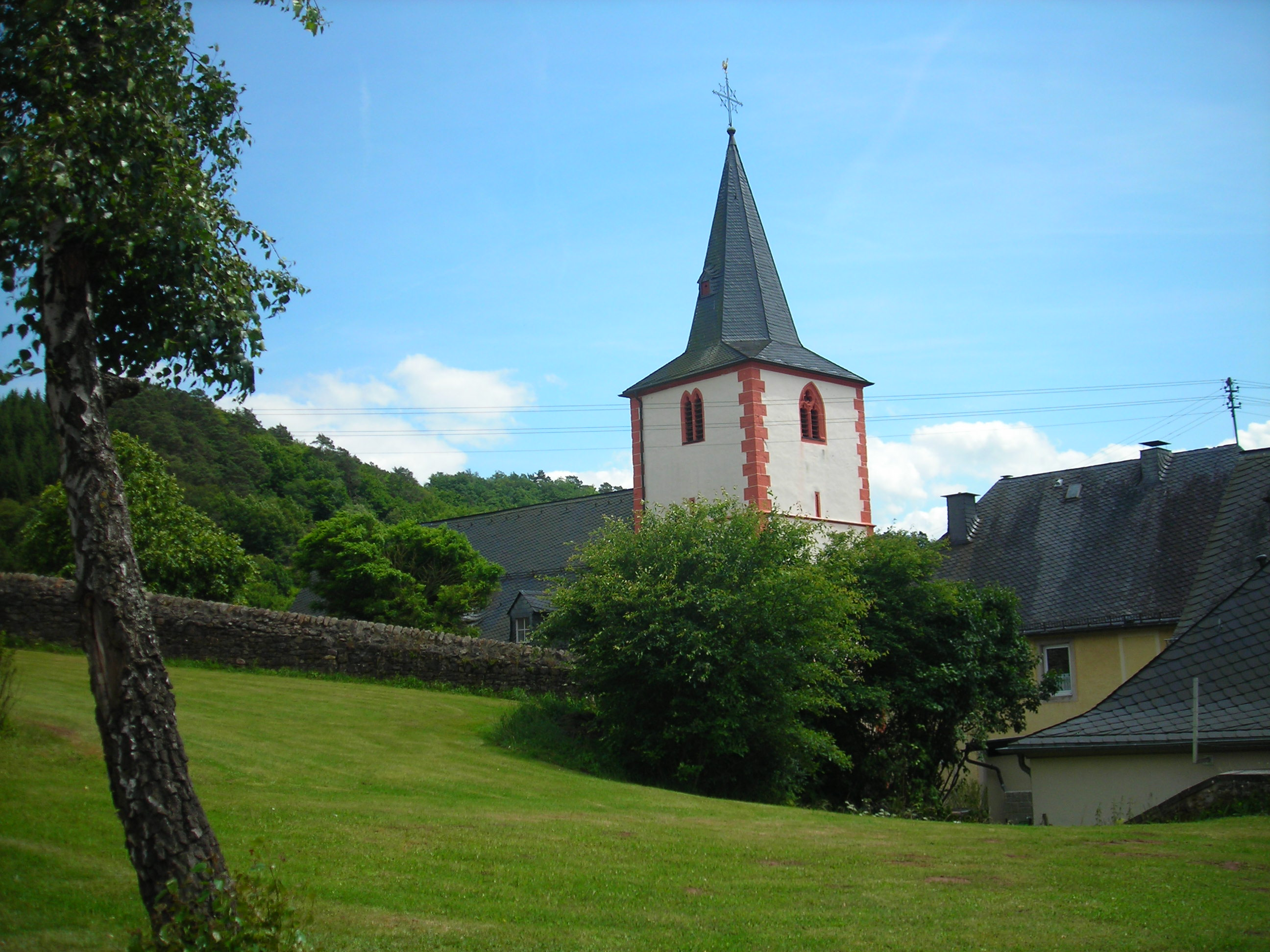
Evangelische Kirche

Niederbrombach ist eine Ortsgemeinde im Landkreis Birkenfeld in Rheinland-Pfalz. Sie gehört der Verbandsgemeinde Birkenfeld an.

## Geographie
Die Gemeinde Niederbrombach liegt an einem Talbogen der von Birkenfeld nach Idar-Oberstein führenden Bundesstraße 41.
Vier Täler treffen von Nord nach Süd, Ost und West zusammen. Im Talkessel vereinigen sich Hambach, Schwollbach und Rothenbach zu einem Gewässer, das unter der Bezeichnung Schwollbach bei Kronweiler in die Nahe mündet. Niederbrombach ist im Norden umgeben vom Hömelskopf und dem Heidkopf, im Osten von der Pferdshöhe und der Brombacher Höhe, im Süden vom Rothenbachberg, dem Winnenberg und Hochkastell und schließlich im Westen vom Kleb und dem Bauterskopf.
Zu Niederbrombach gehören auch die Wohnplätze Fischerhof, Haus Manzenbach, Lärchenhof und Robinienhof.

## Geschichte
In den ältesten Urkunden findet man die Namensform Brambach oder Branbach. Erst in der Neuzeit wird Niederbrombach von Oberbrombach unterschieden.
Brombach war der Vorort der trierischen, dann der sponheimischen Besitzungen südlich des Idarwaldes, und innerhalb des Hochgerichtes und Amtsbezirkes war Brombach der Vorort eines eigenen Großbannes, eigener Pflege und eigenen Kirchspieles geworden und geblieben. Weltlicher und kirchlicher Besitz deckten sich so vollständig, dass im 18. Jahrhundert der Ausdruck Kirchspiel auch auf den Verwaltungsbezirk angewandt worden ist. Der Großbann unterlag bei fortschreitender Besiedlung im Laufe des Mittelalters einer immer stärker werdenden Zersetzung. Zunächst vollzog sich im frühen Mittelalter eine Zweiteilung, die sich in kirchlicher Beziehung später im 18. Jahrhundert wiederholen sollte.
Niederbrombach war der Mittelpunkt des alten Großbannes, so der Pflege, des Gerichtes und des Kirchspieles. Erst in der Mitte des 18. Jahrhunderts ist die Pflege Brombach nicht nur kirchlich, sondern auch für die Verwaltung und Gericht geteilt worden. Unter französischer Herrschaft in den Jahren 1797 bis 1814 trat an die Stelle des Kirchspieles eine Mairie. Vom Jahre 1815 bis 1817 war die Brombacher Pflege preußisch gewesen, von 1817 bis 1937 oldenburgisch, dann wieder wenige Jahre preußisch. Seit 1946 gehört dieses Gebiet zum Bundesland Rheinland-Pfalz.

## Bevölkerungsentwicklung
Die Entwicklung der Einwohnerzahl von Niederbrombach, die Werte von 1871 bis 1987 beruhen auf Volkszählungen:
| Jahr | Einwohner |
| ---- | --------- |
| 1815 | 256       |
| 1835 | 256       |
| 1871 | 400       |
| 1905 | 392       |
| 1939 | 678       |
| 1950 | 503       |

| Jahr | Einwohner |
| ---- | --------- |
| 1961 | 545       |
| 1970 | 563       |
| 1987 | 541       |
| 1997 | 519       |
| 2005 | 505       |
| 2023 | 495       |

## Politik

### Bürgermeister
Volker Röhrig wurde 2024 vom Gemeinderat zum neuen Ortsbürgermeister von Niederbrombach gewählt.
Bernd Brombacher war 2014 Ortsbürgermeister geworden. Bei der Direktwahl am 26. Mai 2019 wurde er mit einem Stimmenanteil von 90,65 % für weitere fünf Jahre in seinem Amt bestätigt.
Seine Vorgängerin Ina Müllenbach war 2014 nicht erneut angetreten.

### Wappen
| Wappen von Niederbrombach | Blasonierung: „Unter zwölfmal rot-silbern geschachtem Schildhaupt zu zwei Reihen in Gold zwei schwarze Arkaden.“ |
| Wappen von Niederbrombach | Wappenbegründung: Das rot-silbern geschachte Schildhaupt symbolisiert die ehemalige Zugehörigkeit des Ortes zur hinteren Grafschaft Sponheim (rot-silbern ungezählt geschacht), Oberamt Birkenfeld. Die Arkaden versinnbildlichen als Gebäudeteil die alte Pfarrkirche von Niederbrombach (damals Brambach bzw. Branbach). Das Wappen wurde durch Erlass des Ministeriums des Innern vom 20. August 1965 genehmigt. |

## Wirtschaft und Infrastruktur
Geschäfte, Bankfilialen, Handwerksbetriebe, Gastwirt, Grund- und Realschule plus mit Sporthalle, Kindergarten, ebenso eine bei der Schule gelegene Freiluftsportanlage sind vorhanden, so dass eine weitgehende Eigenversorgung gesichert ist.
Durch den Ort führt die Bundesstraße 41, die im Süden zur Bundesautobahn 62 führt. In Kronweiler ist ein Bahnhof der Bahnstrecke Bingen–Saarbrücken.

## Persönlichkeiten
- Paul Brenner,  * 11. September 1905 in Niederbrombach; † 17. November 1988 in Birkenfeld, deutscher Jurist und Politiker (CDU)
- Ludwig Friedrich von Schmidt, * 24. Januar 1764 in Königsbach bei Pforzheim; † 5. Juli 1857 in München, evangelischer Theologe, war von 1786 bis 1790 als zweiter Pfarrer in Niederbrombach.
- Johannes Lichtenberger, * um 1426 in Grünbach bei Baumholder; † vor April 1503 wohl in Niederbrombach, deutscher Astrologe. (Katholischer) Pfarrer in Brambach, wie Niederbrombach damals hieß.